# Moi et les hommes de quarante ans
Pour plus de détails, voir Fiche technique et Distribution.
Moi et les hommes de quarante ans est un film franco-italo-allemand réalisé par Jacques Pinoteau, sorti en 1965.

## Synopsis
Une jeune manucure, lassée des garçons de son âge, décide de ne fréquenter que des hommes âgés de quarante ans.

## Fiche technique
- Titre français : Moi et les hommes de quarante ans
- Titre italien : Jacqueline e gli uomini
- Titre allemand : Caroline und die Männer über vierzig
- Réalisation : Jacques Pinoteau
- Scénario : Paul Andréota, Jack Pinoteau, Jean-Jacques Rouff et Walter Ulbrich
- Dialogues : Philippe Bouvard
- Photographie : Raymond Lemoigne
- Musique : Claude Bolling
- Arrangement et direction musicale : Vladimir Cosma
- Pays d'origine :  France,  Italie,  Allemagne de l'Ouest
- Langue : français
- Format : Noir et blanc - Son mono
- Durée : 95 min
- Genre : Comédie
- Date de sortie : 
  - France : 19 mars 1965

## Distribution
- Dany Saval : Caroline
- Paul Meurisse : Alexandre Dumourier
- Michel Serrault : Bénéchol
- Paul Hubschmid : Oesterlin
- Paolo Ferrari : Casserti
- Michel Galabru : Bricaud
- Angelo Bardi : le chauffeur de Dumourier
- Michèle Bardollet : Ginette
- Maurice Bourbon : le réceptionniste
- Maurice Coussonneau
- Jacques David (acteur) : le sergent
- Alice Field : madame de Trévise
- Henri Garcin : le voisin de Bénéchol
- Guy Jacquet
- Jean-Pierre Moutier : un coiffeur
- Bernard Musson : le garçon d'étage
- Jenny Orléans : la voisine de Bénéchol
- Antonio Passalia : un client du salon de coiffure
- Claude Rollet : Edouard Dumourier
- France Rumilly : Babe
- Véronique Silver : la secrétaire de Dumourier
- Ingrid Vandergen : Valérie Delcasse
- Frank Vilcour : le copain de Maxime
- Nono Zammit : Victor
- Hubert Deschamps : le directeur du journal (non crédité)
- Pierre Duncan : le client au jambon (non crédité)
- Édouard Francomme : le balayeur (non crédité)
- Guy Grosso : le valet de casino (non crédité)
- Roland Malet : le chauffeur de police (non crédité)
- Gaston Meunier : le client du salon de coiffure(non crédité)
- Jimmy Perrys : un badaud (non crédité)
- Bob Morel : le client au croque-monsieur (non crédité)
- Jacques Préboist : l'agent de police (non crédité)
- Claude Salez : l'inspecteur (non crédité)